# Kujō Tadamoto
Kujō Tadamoto (九条 忠基) (1345 - 8 janvier 1398, fils du régent Kujō Tsunenori, est un noble de cour japonais (kugyō) de l'époque de Muromachi (1336–1573). Il exerce la fonction de régent kampaku de 1375 à 1379. Il adopte son frère biologique Kujō Mitsuie pour fils.

## Source de la traduction
- (en) Cet article est partiellement ou en totalité issu de l’article de Wikipédia en anglais intitulé « Kujō Tadamoto » (voir la liste des auteurs).